# Tom Kljun
Tom Kljun né le 29 janvier 2004 en Slovénie est un footballeur slovène qui évolue au poste d'ailier gauche au NK Aluminij.

## Biographie

### Carrière en club
Le 7 janvier 2020, alors qu'il n'a pas encore 16 ans, Tom Kljun signe son premier contrat professionnel avec son club formateur.
Il joue son premier match en professionnel le 5 juin 2020 face au NK Rudar Velenje. Il entre en jeu en fin de rencontre et son équipe s'impose par deux buts à zéro ce jour-là. Il devient avec cette apparition le plus jeune joueur de l'histoire du NK Celje à disputer un match avec l'équipe première, à 16 ans 4 mois et 7 jours.
Tom Kljun remporte le premier titre de sa carrière en étant sacré Champion de Slovénie en 2019-2020.

### Carrière internationale
Tom Kljun compte six sélections pour deux buts avec les moins de 16 ans.
Kljun joue son premier match avec l'équipe de Slovénie des moins de 19 ans le 4 septembre 2021 contre la Russie. Il est titularisé et son équipe l'emporte par deux buts à zéro.

## Palmarès
NK Celje
- Championnat de Slovénie (1) :
  - Champion : 2019-20.